# Paraldehyd
Paraldehyd (systematický název 2,4,6-trimethyl-1,3,5-trioxan) je cyklický trimer acetaldehydových molekul. Formálně se jedná o derivát 1,3,5-trioxanu. Příslušným tetramerem je metaldehyd. Paraldehyd je bezbarvá kapalina, špatně rozpustná ve vodě, dobře v ethanolu. Na vzduchu pomalu oxiduje, hnědne a páchne po kyselině octové. Silně reaguje s většinou plastů a pryží.
Paraldehyd byl poprvé syntetizován Wildenbuschem v roce 1829. Používá se v průmyslu a v lékařství.

## Stereochemie
Teoreticky jsou možné čtyři stereoizomery. Struktury (1) a (2) jsou známy jako cis- a trans-paraldehyd. Struktury (3) a (4) z prostorových důvodů neexistují.

## Reakce
Při zahřívání s katalytickým množstvím kyseliny paraldehyd depolymerizuje zpět na acetaldehyd:
C6H12O3 → 3CH3CHO
Protože se s paraldehydem lépe zachází, lze ho použít nepřímo či přímo jako syntetický ekvivalent bezvodého acetaldehydu (bod varu 20 °C). Například se dá použít přímo v původní podobě pro syntézu bromalu (tribromacetaldehydu):
C6H12O3 + 9 Br2 → 3 CBr3CHO + 9 HBr

## Použití v lékařství
Paraldehyd byl zaveden do klinické praxe ve Velké Británii italským lékařem Vincenzem Cervellem v roce 1882.
Má tlumivé účinky na CNS a byl brzy shledán jako účinné antikonvulzivum, hypnotikum a sedativum. Stal se součástí některých expektorancií, přestože není znám mechanismus účinku, kromě placebo efektu.
Paraldehyd byl poslední injekcí podanou Edith Alice Morrell v roce 1950 Johnem Bodkinem Adamsem, podezřelým ze sériových vražd. Byl za její vraždu souzen, nicméně osvobozen.

### Hypnotikum/sedativum
Paraldehyd se běžně používal k vyvolání spánku u osob trpících deliriem tremens, byl však pro tyto účely nahrazen jinými léčivy. Je jedním z nejbezpečnějších hypnotik a do 60. let 20. století se normálně podával večer v psychiatrických a geriatrických léčebnách. Až 30 % dávky se vyloučí plícemi, zbytek je metabolizován v játrech. To přispívá k silnému nepříjemnému zápachu dechu.

### Antikonvulzivum
Paraldehyd se používá při léčbě křečí. V dnešní době se s ním někdy léčí status epilepticus. Na rozdíl od diazepamu a jiných benzodiazepinů v terapeutických dávkách nepotlačuje dýchání a je proto bezpečnější, pokud nejsou k dispozici prostředky k resuscitaci nebo pokud je už pacientovo dýchání zhoršeno. To z něj činí užitečné nouzové léčivo pro rodiče a jiné osoby pečující o děti s epilepsií. Protože rozdíl mezi antikonvulzivní a hypnotickou dávkou je malý, léčba paraldehydem obvykle vyvolává spánek.